# Мария де Гиз
Мари́я де Гиз (фр. Marie de Guise; 22 ноября 1515, Бар-ле-Дюк, Лотарингия — 11 июня 1560, Эдинбург, Шотландия) — королева Шотландии, жена короля Якова V и регент Шотландии в 1554—1560 годах. Период её регентства стал критическим для выбора направления дальнейшего политического и религиозного развития страны. Также известна, как Мария Лотарингская (фр. Marie de Lorraine).

## Брак с Яковом V
Мария была старшей дочерью Клода Лотарингского, герцога де Гиза, и Антуанетты де Бурбон-Вандом. Имя получила в честь бабушки, Марии Люксембургской. В 1534 году Мария де Гиз вышла замуж за Луи Орлеанского, герцога де Лонгвиля, близкого родственника короля Франции. Однако спустя три года первый супруг Марии скончался. Одновременно умерла Мадлен де Валуа, первая жена короля Шотландии Якова V, и король, верный союзу с Францией, стал искать себе новую невесту из французских аристократок. 18 мая 1538 года в соборе Парижской Богоматери состоялась свадьба Марии и короля Шотландии. Вскоре молодая королева прибыла на свою новую родину, оставив во Франции своего сына от первого брака.
У Марии де Гиз и Якова V было трое детей, но двое старших сыновей умерли в младенчестве, не дожив до одного года. Последнему ребёнку, дочери Марии, к моменту смерти отца 14 декабря 1542 года исполнилось лишь 6 дней отроду. Тем не менее она была провозглашена королевой Шотландии под именем Марии Стюарт.

## Борьба за власть
Для управления страной в период несовершеннолетия королевы Марии Стюарт был сформирован регентский совет во главе с Джеймсом Гамильтоном, 2-м графом Арраном. Регент стал проводить политику ориентации на Англию, начались переговоры о браке Марии Стюарт и сына английского короля Генриха VIII, активно поощрялось распространение протестантства англиканского толка. В то же время вокруг кардинала Битона сформировалась профранцузская партия, к которой, естественно, примкнула Мария де Гиз.
В конце 1543 года, раздражённый непомерными требованиями Генриха VIII, регент сместил англофильских баронов и разорвал союз с Англией. Это спровоцировало вторжение английской армии, перед которым правительство оказалось бессильным. В результате, летом 1544 года Арран был временно отстранён от власти, а его место заняла Мария де Гиз, которой удалось объединить вокруг себя довольно разнородные группы: от ярых сторонников ориентации на Францию во главе с кардиналом Битоном, до умеренных англофилов во главе с графом Ангусом. Политика нового правительства была осторожной: не идя на поводу у Генриха VIII, Мария тем не менее не спешила и выполнять пожелания Франции. Стремление к компромиссам, однако, привело к быстрому распространению в Шотландии (прежде всего в городах, Файфе и Кайле) протестантства.

## Между Францией и Англией
29 мая 1546 года в своём замке радикальными протестантами был убит кардинал Битон, что вызвало серьёзный политический кризис: убийцы захватили Сент-Эндрюс, удерживая там заложников, по стране прокатилась волна выступлений протестантов, несколько католических церквей было разрушено, а многие церковные земли захвачены. Правительство, которое вновь возглавил граф Арран, не могло справиться с ситуацией и было вынуждено обратиться за помощью к Франции. 1 июля 1547 года французский экспедиционный корпус выбил протестантов из Сент-Эндрюса и арестовал участников мятежа. В ответ в Шотландию вторглись английские войска герцога Сомерсета, которые в сентябре 1547 года разгромили шотландцев в битве при Пинки. Английские гарнизоны были расквартированы в важнейших крепостях восточной части страны.
Невозможность сплочения католических и протестантских сил страны заставила Марию де Гиз и графа Аррана вновь обратиться за помощью к Франции. Положение было благоприятным: в 1547 году на престол Франции взошёл король Генрих II, настроенный на возобновление войны с Англией с целью возвращения Булони и Кале, при французском дворе лидирующие позиции заняли представители семьи Гизов, братья Марии де Гиз. 7 июля 1548 года был заключен договор о браке королевы Марии Стюарт и старшего сына Генриха II, дофина Франциска, и вскоре пятилетняя королева была отправлена во Францию. В Шотландию были введены французские войска, которые вытеснили англичан из большинства крепостей, а по Булонскому миру 24 марта 1550 года, завершившему англо-французскую войну, английские войска покинули Шотландию.
В 1550 году Мария де Гиз совершила поездку во Францию, в ходе которой ей удалось заручиться французскими субсидиями и пенсионами для колеблющихся шотландских баронов. Вернувшись в Шотландию в 1551 году королева воспользовалась падением популярности графа Аррана и в апреле 1554 года добилась его смещения с поста регента страны. Правителем Шотландии стала единолично Мария де Гиз.

## Регент Шотландии

### Политика умиротворения и её провал
Политика Марии де Гиз в 1554—1560 годах во многом определялась интересами Франции. В отношении протестантов королева была первоначально настроена миролюбиво: не будучи фанатичной католичкой, Мария не создавала препятствий для действий протестантских проповедников. Она даже пыталась использовать их против Англии, где с 1553 года установился ультра-католический режим королевы Марии Тюдор. На сторону реформаторской церкви перешли ряд крупных шотландских магнатов (граф Аргайл, лорд Лорн, граф Мортон и другие). Мария де Гиз стремилась привлечь на свою сторону как можно более широкие слои — горожан, умеренных англофилов, протестантов, предоставляя им различные привилегии и раздавая пенсионы.
Однако эта политика в значительной мере сводилась на нет французским доминированием в Шотландии: французские войска были размещены в шотландских крепостях, советники из Франции заняли важные посты в королевской администрации. Финансовая система страны не могла удовлетворить все возрастающие потребности государственного аппарата, попытки введения налогов вызвали резкое сопротивление всех слоёв общества, а набор в армию для войны с Англией провалился. Мария была вынуждена всё более и более полагаться на французские субсидии и материальную помощь. За это ей пришлось идти на значительные уступки: согласно секретным приложениям к брачному договору 1558 года между Марией Стюарт и Франциском Валуа королева передавала Шотландию французскому королю в случае отсутствия детей от этого брака, что создавало угрозу превращения Шотландии в одну из провинций французского королевства.
Последнее мероприятие политики умиротворения Марии де Гиз — созыв в марте 1559 года собора шотландской церкви, призванного реформировать церковные порядки. Однако его половинчатые решения не могли удовлетворить ни католиков, ни протестантов.
Ситуация изменилась в конце 1558 года: на престол Англии взошла королева Елизавета I, вновь повернувшая страну на путь протестантства. Мария Стюарт, считая Елизавету, согласно церковным канонам, незаконной дочерью Генриха VIII, объявила о своих претензиях на престол Англии. Франция, где королём стал супруг Марии Стюарт Франциск II, была готова поддержать претензии королевы.

### Протестантская революция
В начале 1559 года в Шотландию прибыл Джон Нокс, пламенный протестантский проповедник, сторонник решительных действий против католической церкви, а также ярый противник так называемого женского правления. Под влиянием его проповедей 11 мая в Перте вспыхнуло восстание протестантов. Восставшие разрушали католические святыни, разоряли монастыри и аббатства. На их сторону перешли граф Аргайл и ряд других аристократов. Войска протестантов двинулись на юг и заняли Эдинбург. Мария де Гиз была вынуждена отступить, но ей удалось укрепиться в Лейте, куда вскоре прибыли французские подкрепления. Протестанты в свою очередь обратились за помощью к Англии. Арран также присоединился к восстанию и объявил о смещении Марии с поста регента страны. Тем не менее французские отряды перешли в наступление и вскоре вытеснили протестантов из Эдинбурга. В ответ Арран и лидеры протестантской партии заключили 27 февраля 1560 года соглашение с Англией, предусматривающее ввод английских войск на территорию страны.
В конце марта 1560 года в Шотландию вступили английские войска. Впервые в истории их встречали как освободителей страны: общность религии значила теперь больше, чем национальные различия. Англичане осадили Марию де Гиз и французскую армию в Лейте. Ситуация осложнилась событиями во Франции: партия Гизов была на время отстранена от управления, что означало невозможность дальнейшей военной помощи королеве. Франция теперь склонялась к примирению с Англией. 6 июля 1560 года между английским и французским послами был подписан Эдинбургский договор и обе страны обязались вывести свои войска из Шотландии. Незадолго до его подписания Мария де Гиз скончалась. Существует мнение, что она была отравлена по приказу Елизаветы Английской, однако эта точка зрения исторически не подтверждена. Скорее всего она умерла от сердечной недостаточности. Её тело сильно распухло от водянки. Незадолго до смерти Мария де Гиз жаловалась французскому послу Анри Клётену, что сильно хромает, её нога распухла и, если нажать на неё пальцем, то он проваливается в неё как в масло. 19 октября 1560 года тело королевы Шотландии было отправлено морем во Францию для похорон в женском монастыре Сен-Пьер в Реймсе, аббатисой которого была её сестра Рене де Гиз.
Смерть Марии де Гиз и Эдинбургский договор стали поворотными для политического и религиозного развития Шотландии: традиционная ориентация на Францию утратила своё значение, на место трехсотлетним англо-шотландским войнам пришёл период мира и сближения двух британских государств, в Шотландии восторжествовало протестантство.

## Брак и дети
- Луи II (1510—1537), герцог де Лонгвиль (муж с 1534)
  - Франсуа III (1535—1551)
  - Луи (род. 4 августа 1537 и умер через несколько месяцев)
- Яков V, король Шотландии (муж с 1538)
  - Джеймс (1540—1541)
  - Роберт (1541—1541)
  - Мария I Стюарт (1542—1587), королева Шотландии (1542—1567)

По всей видимости, после смерти Якова V, Мария де Гиз находилась в любовной связи с кардиналом Битоном и графом Ботвеллом.

### В кино
- Фанни Ардан  в фильме «Елизавета» (1998)
- Кармен Унгуряну в фильме «Заговор против короны» (2004)
- Джоана Прайсс в фильме «Мария — королева Шотландии» (2013)
- Эми Бреннеман в телесериале «Царство» (2013—2017)

## Факты
Покровительствовала художникам из династии Кенелей — Пьеру и его сыну Франсуа.